# Pontarion

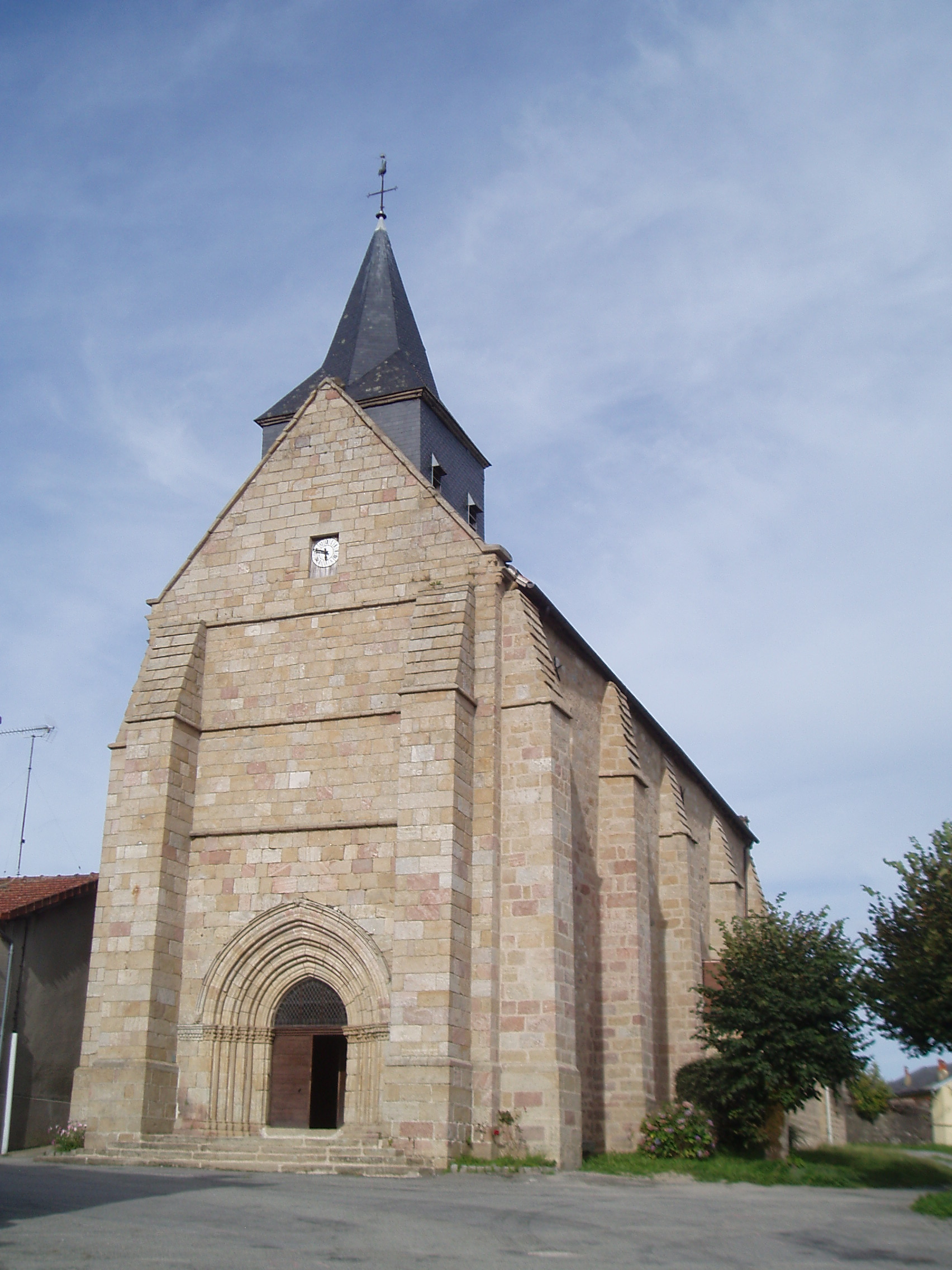
Kościół w Pontarion (2011)

Pontarion – miejscowość i gmina we Francji, w regionie Nowa Akwitania, w departamencie Creuse.
Według danych na rok 1990 gminę zamieszkiwało 350 osób, a gęstość zaludnienia wynosiła 67 osób/km² (wśród 747 gmin Limousin Pontarion plasuje się na 325. miejscu pod względem liczby ludności, natomiast pod względem powierzchni na miejscu 642.).

## Populacja

Populacja Pontarion w latach 1962–2008